# مارتین والستروم
مارتین والستروم (به انگلیسی: Martin Wallström) (زاده ۷ ژوئیهٔ ۱۹۸۳) بازیگر سوئدی است.
از فیلم‌های معروف او می‌توان به بازی در مجموعه تلویزیونی آقای ربات و قتل‌های ساندهام اشاره کرد.